# Jaroslav Oldřich Vrána
Jaroslav Oldřich Vrána (24. ledna 1914 Jablůnka – 1. října 1992 Millbrae) byl český výsadkář, příslušník československé armády v zahraničí v období druhé světové války.

## Život

### Před druhou světovou válkou
Jaroslav Oldřich Vrána se narodil 24. ledna 1914 v Jablůnce na Vsetínsku v rodině Jana Vrány a Boženy, rozené Krištůfkové. Mezi lety 1925 a 1929 studoval na reálném gymnáziu v Hodoníně, poté rok na strojní škole v Napajedlích a od roku 1931 na Vyšší průmyslové škole strojnické v Moravské Ostravě, kde v roce 1935 i odmaturoval. Krátce poté pracoval jako konstruktér v plzeňské Škodovce. K 1. říjnu téhož roku nastoupil prezenční vojenskou službu u pěšího pluku 27 v Uherském Hradišti. Absolvoval školu pro důstojníky v záloze a poté sloužil u cyklistického praporu 2 v Brně. Po návratu do civilu pracoval jako strojník u paroplavební společnosti na Dunaji, před rozpadem Československa na remorkéru Svatopluk.

### Druhá světová válka
V den německé okupace 14. března 1939 pobýval Jaroslav Oldřich Vrána ve vlasti, ale již ten samý den jí opustil. Dne 24. ledna 1940 se dal v Bukurešti k dispozici vznikající československé armádě v zahraničí a zdejší vojenský vyslanec Heliodor Píka jej pověřil sabotážními úkoly na dunajské lodní dopravě. Zorganizoval ilegální skupinu z českých lodníků pracující ve prospěch československé moci v prostoru Železných vrat. Ta se zároveň stala pojítkem na slovenský protifašistický odboj. V létě 1940 se německé vojenské zpravodajské službě Abwehru podařilo skupinu infiltrovat a Jaroslav Oldřich Vrána musel odejít přes Rumunsko do Jugoslávie, kde opět začal spolupracovat s československými a britskými zpravodajci. V březnu 1941 se přesunul přes Řecko a Turecko do Palestiny, kde vstoupil do zde vznikající zahraniční československé jednotky. Díky svým znalostem povodí Dunaje si jej následně ke spolupráci vyžádalo Hlavní velitelství britských vojsk na Středním východě v Káhiře. Počátkem roku 1942 absolvoval v Palestině a Egyptě parašutistický a sabotážní kurz, poté byl v září téhož roku navrácen k československému praporu a začal zastávat post zbrojního a automobilového důstojníka Československého výcvikového střediska. V říjnu 1942 byl převelen do Spojeného království k československému leteckému depotu Royal Air Force a vycvičen na navigátora - specialistu pro vzdušné kladení min. Dne 28. dubna 1944 opět předán pod britské velení, následně absolvoval další sabotážní a bojový kurz ve Skotsku a to i u britského námořnictva. Další vzdušný výcvik absolvoval v dobytém Tarantu. Dne 13. září 1944 byl s dalšími třemi muži vysazen v rámci skupiny Dolphin u obce Sikole nedaleko Negotina v Srbsku s úkolem sledovat účinnost leteckého zaminovávání Dunaje, podávat informace o německých lodních přepravách a spolupracovat s jugoslávskými partyzány na jejím rušení. Dva měsíce skupina úspěšně plnila své úkoly, poté došlo k jejímu prozrazení a rozprášení. Všichni její příslušníci se zdárně evakuovali na rumunskou stranu řeky a probili k sovětské armádě. Poté byl Jaroslav Oldřich Vrána přesunut přes Sofii do Bari.

### Po druhé světové válce
Jaroslav Oldřich Vrána se po válce vrátil do Československa a opět pracoval u paroplavební společnosti, tentokrát ale na Labi. Dne 17. října 1947 byl jmenován jejím vedoucím v Hamburku. V březnu 1948 byl povolán do vlasti, neuposlechl, opustil společnost a zůstal v exilu. Žil v Austrálii, od roku 1965 pak ve Spojených státech amerických. Zde pracoval jako inženýr u firmy Bechtel v San Franciscu, mj. se podílel na výstavbě jaderné elektrárny Diablo Canyon. Byl aktivním členem krajanských spolků a místního Sokola. Zemřel 1. října 1992 v Millbrae u San Francisca.

## Vyznamenání
- 1943 Pamětní medaile československé armády v zahraničí
- 1945 Československý válečný kříž 1939